# Senecio inaequidens

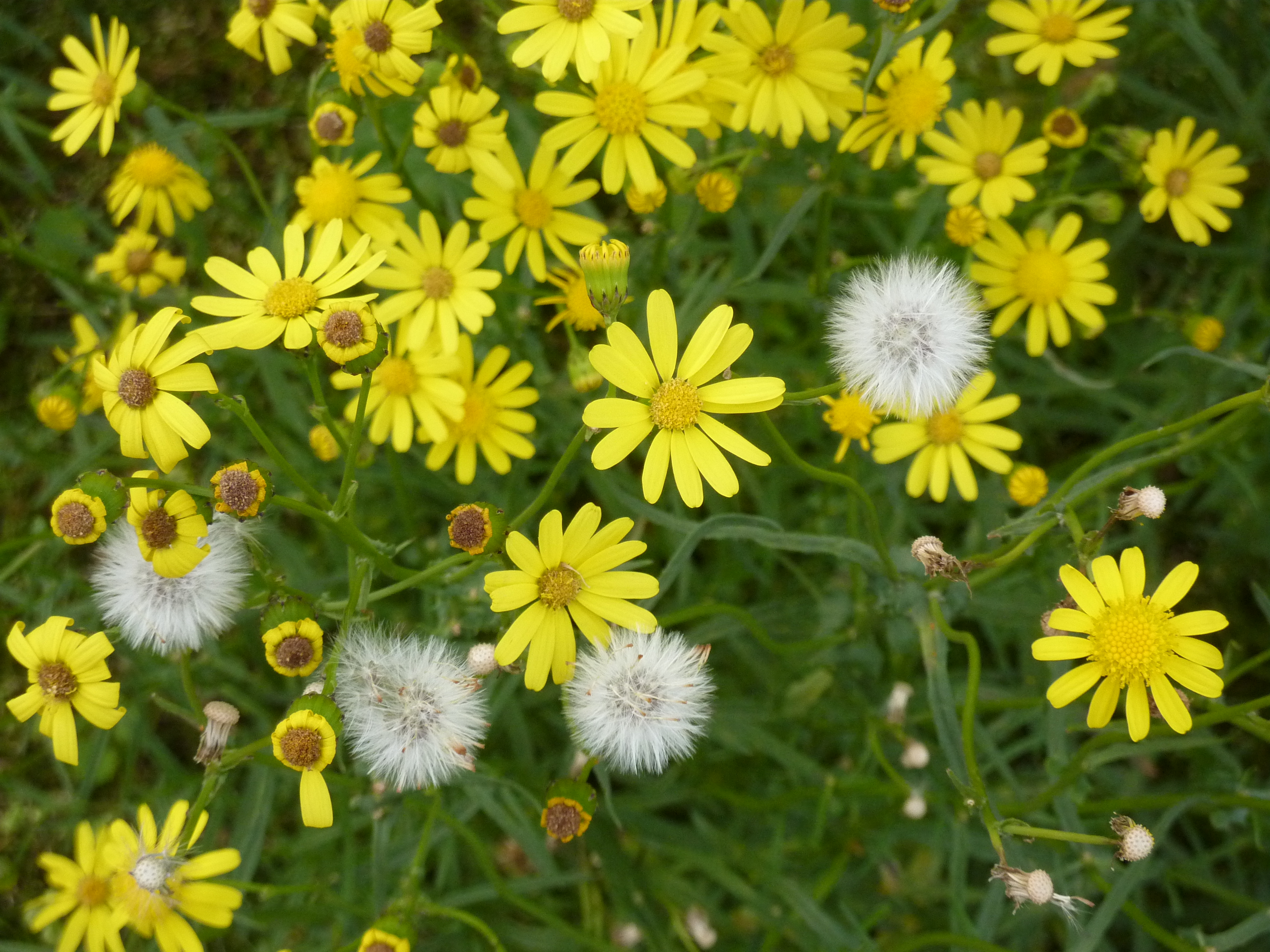
Vista de la planta

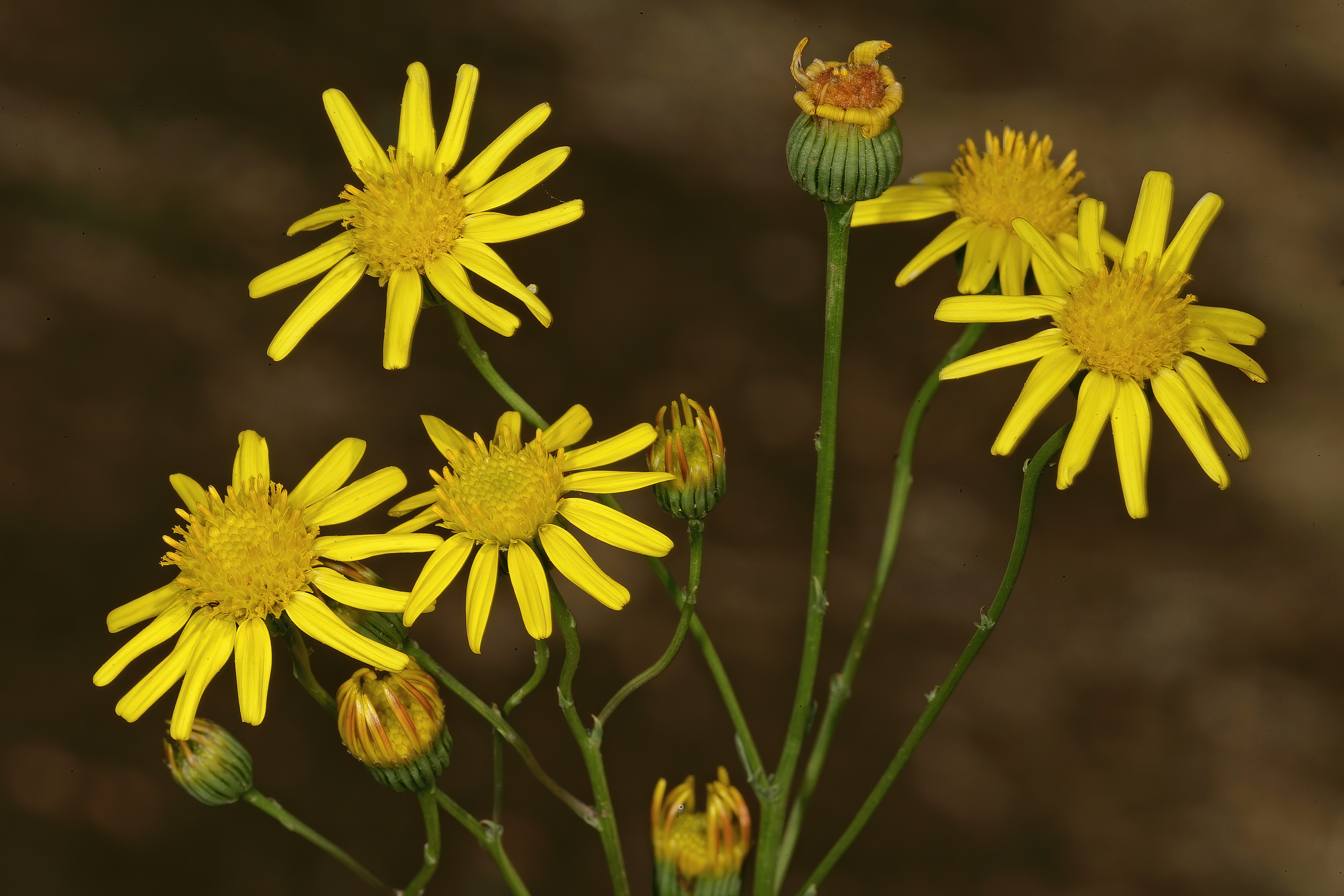
Detalle de la inflorescencia

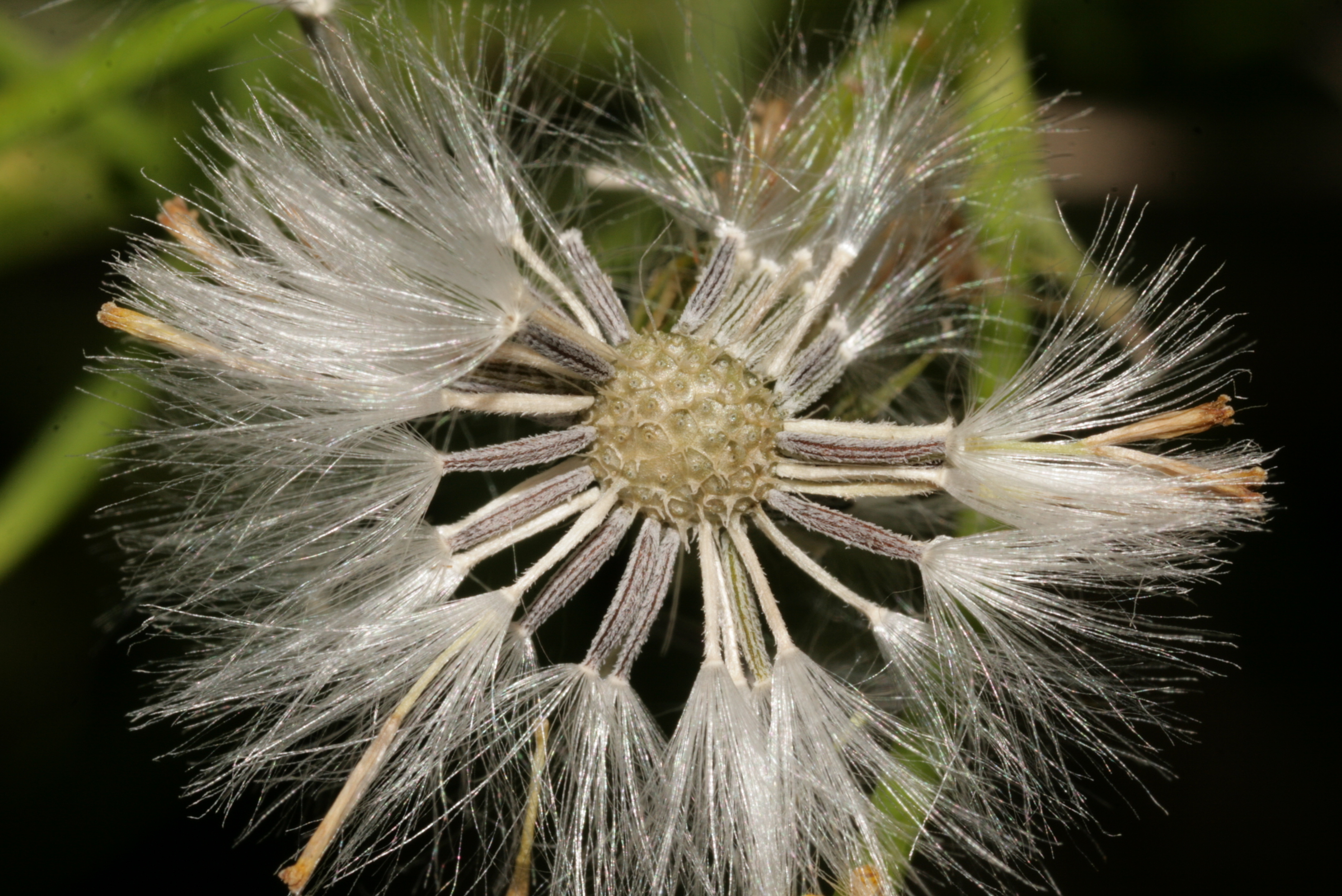
Fructificando

Senecio inaequidens es una planta de la familia de las asteráceas, nativa del sur de África y naturalizada en todo el mundo en zonas de clima templado.

## Descripción
Senecio inaequidens es una hierba sufruticosa, ramificada desde la base, de hasta 70 cm de alto, aunque usualmente más baja. Los tallos son estriados, glabros o con pelos esparcidos. Las hojas, en disposición alterna sobre el tallo, son sésiles, semiamplexicaules, lineares a oblongo-lanceoladas u oblanceoladas (rara vez pinnatipartidas), de 1 a 4 cm de largo y 1 a 4 mm de ancho, de margen entero o denticulado y ápice agudo o acuminado. La inflorescencia es un racimo o corimbo de cabezuelas pediceladas de involucro campanulado a subcilíndrico, cada una con alrededor de una docena de flores liguladas y 100 flores tubulares, de color amarillo. El fruto es una cipsela subcilíndrica de unos 2 mm de largo, con un vilano de abundantes cerdas blancas.

## Distribución y hábitat
Senecio inaequidens es nativa del sur de África (Mozambique a Sudáfrica). Se distribuye principalmente en herbazales del Alto Veld, en altitudes entre los 1400 y 2800 metros sobre el nivel del mar. En su área de origen también está presente como planta ruderal al borde de caminos o en pastizales secundarios.

### Distribución secundaria
La especie tiene un alto potencial invasivo y se ha distribuido alrededor del mundo por medios antropogénicos. Se especula que llegó a Europa accidentalmente a través del comercio de lana de oveja, de donde se extendió a Australia, Norteamérica y el Cono Sur (donde fue identificada originalmente como su pariente cercano, Senecio madagascariensis). Actualmente se reporta en expansión en su región nativa, y existen registros recientes en África Oriental, Asia Oriental y demás zonas de clima templado. Se trata de una especie pionera que coloniza rápidamente hábitats perturbados, como orillas de caminos, cultivos, áreas deforestadas y dunas costeras.

## Toxicidad
Seneciosis (intoxicación por ingesta de Senecio sp.) es una de las causas más comunes de intoxicación vegetal en Sudáfrica. En particular, se ha demostrado que Senecio inaequidens es una planta tóxica para el humano y el ganado, debido a su contenido de alcaloides pirrolizidínicos. En Argentina se han reportado muertes por ingesta accidental de semillas de la planta, presentes como impurezas en la harina de trigo. Esto convierte a Senecio inaequidens en una planta de importancia médica en ganadería y agricultura, particularmente en la viticultura.

## Taxonomía
Senecio inaequidens fue descrita en 1838 por Augustin Pyrame de Candolle, en Prodromus systematis naturalis regni vegetabilis 6: 401.

### Etimología
Senecio: nombre genérico del latín sĕnĕcĭo, -ōnis, anciano, por los vilanos blancos del fruto que recuerdan a una cabeza canosa.
inaequidens: epíteto latino que significa "de dientes desiguales o irregulares"

### Sinonimia
Senecio inaequidens pertenece a un complejo de especies de complicada diferenciación. Varios repositorios mencionan diferentes sinónimos:
Según Tropicos.org
- Senecio burchellii DC.[7]

Según The Plant List
- Senecio harveianus MacOwan
- Senecio vimineus Harv. [inválido]
- Senecio vimineus (auctt. non DC. & Harv.) DC.[8]

Según Plants of the World Online
No se registran sinónimos.

## Nombres comunes
Botón de oro, senecio amarillo (Argentina), senecio del Cabo, escobilla (España), manzanilla de llano (México).